# Castillo de Fougères-sur-Bièvre
El castillo de Fougères-sur-Bièvre (en francés: Château de Fougères-sur-Bièvre) es un château francés situado sobre el río Bièvre, en pleno centro de la pequeña ciudad de Fougères-sur-Bièvre (departamento de Loir-et-Cher en la región de Centro-Val de Loira), a unos 15 km al sur de Blois y a 10 km al suroeste de Cheverny. El edificio actual, que fue construido en 1475-1483 sobre restos de un edificio anterior y luego embellecido durante el Renacimiento, ofrece la imagen de un pequeño castillo de finales de la Edad Media, que se distingue de los grandes castillos del Loira por la ausencia de ostentación, a pesar de esos embellecimientos renacentistas.  La planta es uno de los últimos ejemplos de la arquitectura militar ya en declive en ese momento Francia y único en la zona, porque los arquitectos de las residencias señoriales vecinas ya  buscaban el concepto un palacio residencial más cómodo. Se conserva en muy buen estado. Después de que el estado francés adquiriese el edificio en 1932, fue restaurado y utilizado como museo desde 1993. Es gestionado por el Centro de los monumentos nacionales. 
El castillo fue objeto de una clasificación en el título de los monumentos históricos en 1912. Anteriormente había sido incluido en la primera lista de monumentos franceses de septiembre de 1862, pero luego fue removido en julio de 1888. 
Aunque pertenece al conjunto cultural de los  castillos del Loira, está más al sur del ámbito del «Valle del Loira entre Sully-sur-Loire y Chalonnes-sur-Loire» declarado Patrimonio de la Humanidad  en 2000. Si es miembro de la asociación «Châteaux de la Loire, Vallée des Rois» creada en 2008 para agrupar la oferta turística de conjuntos patrimoniales, clasificados o inscritos en el título de monumentos históricos o etiquetados como «jardin notable», abiertos al público y situados en la región Centro-Valle de Loira.

## Historia
Su primera construcción data del siglo XI. Fue destruido en 1356 al comienzo de la guerra de los Cien Años por Eduardo III de Inglaterra, príncipe de Gales, llamado el príncipe Negro. Solo el donjon se mantuvo. Habiendo dado el rey su autorización en 1470, el castillo fue reconstruido desde 1475 hasta 1483 por Pierre de Refuge, entonces tesorero de Luis XI. El trabajo fue completado por su yerno.
Hacia 1510/1520, Jean de Villebresme, el hijo menor de Pierre de Refuge, modificó el château añadiéndole decoraciones de estilo renacentista y una galería cubierta.
René Lambot (1734-1802), notario en el Châtelet de París y secretario del rey, y propietario de castillo vecino de Boissay, compró el castillo en 1789; sus descendientes lo transformaron en 1814 en una hilandería accionada por el río Brièvre que funcionó hasta 1890.
El castillo fue objeto de una clasificación en el título de los monumentos históricos el 14 de septiembre de 1912.
Ahora es propiedad del Estado francés que lo adquirió en 1932. Las restauraciones fueron principalmente obra del arquitecto Paul-Robert Houdin (1894-1978), conservador del castillo de Chambord.

## Arquitectura

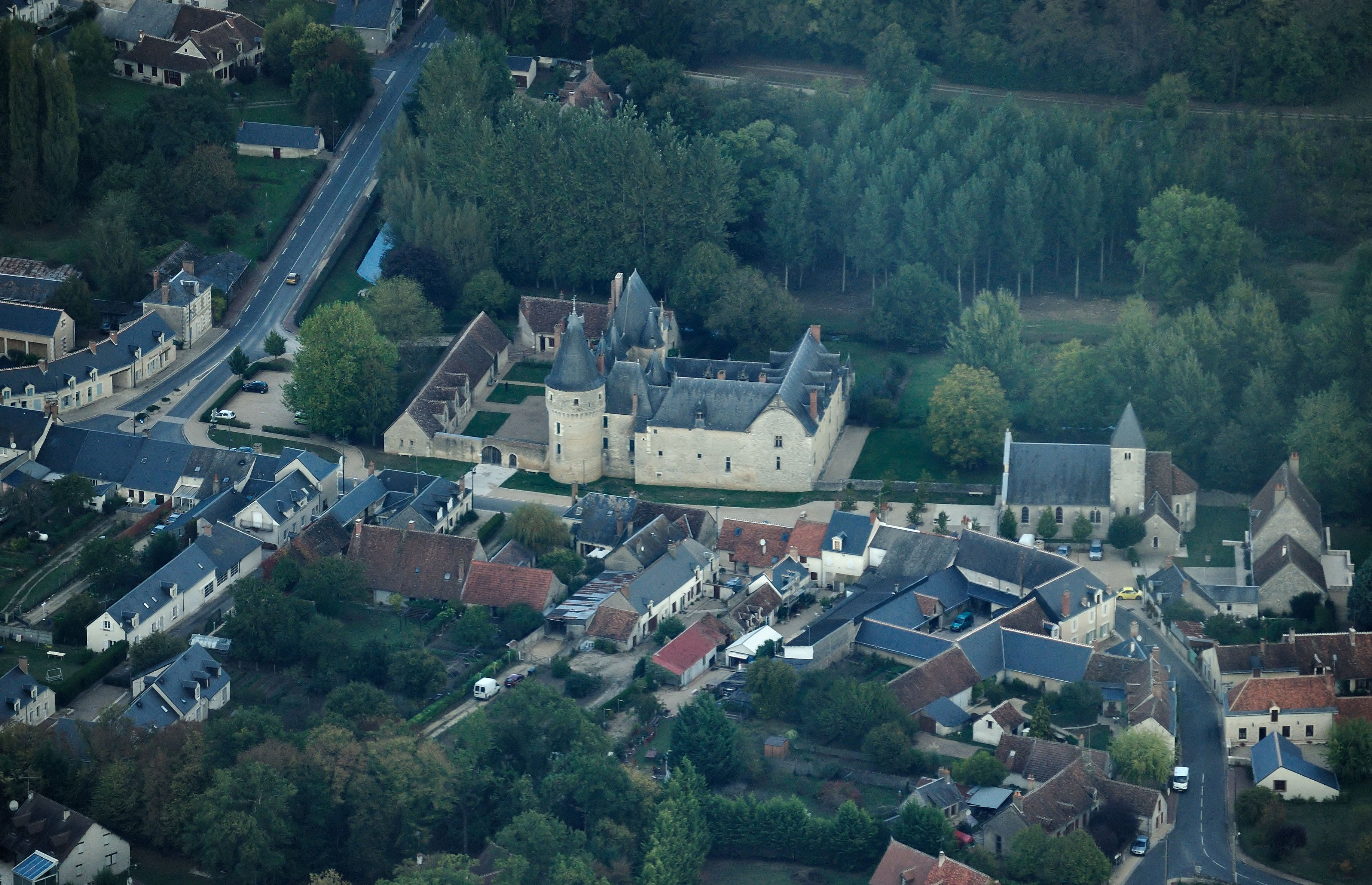
Vista aérea

Esta residencia señorial de finales de la época gótica ha sido muy poco alterada.
Estaba rodeado de agua, y un camino de ronda, cubierto de matacenes, corona las murallas de la fachada norte, la fachada principal que se apoya contra el donjon rectangular, el único elemento que se conserva del primer castillo y con una gran torre redonda.
La cortina de entrada es una imponente puerta fortificada entre dos torres redondas. Abre a un pequeño patio interior, bordeado de edificios con puertas coronadas por frontones góticos tallados. Una torrecilla redonda unida a una de las esquinas del donjon encierra la escalera de caracol.
Los alojamientos, el ala oeste de cuatro plantas servidas por una escalera de caracol en una torreta hexagonal y los edificios situados al sur fueron construidos a fines del siglo XV. La capilla linda con el corps de logis sur.
La galería de arcadas rebajadas y las ornamentaciones, pilastras con follaje y capiteles de la fachada del patio son una decoración renacentista posterior, que data del siglo XVI. Al mismo tiempo, el donjon fue perforado con ventanas y claraboyas.
La huerta de inspiración medieval está compuesta por lechos sobrelevados y consolidados por castaños trenzados. Está regado por el Bièvre.

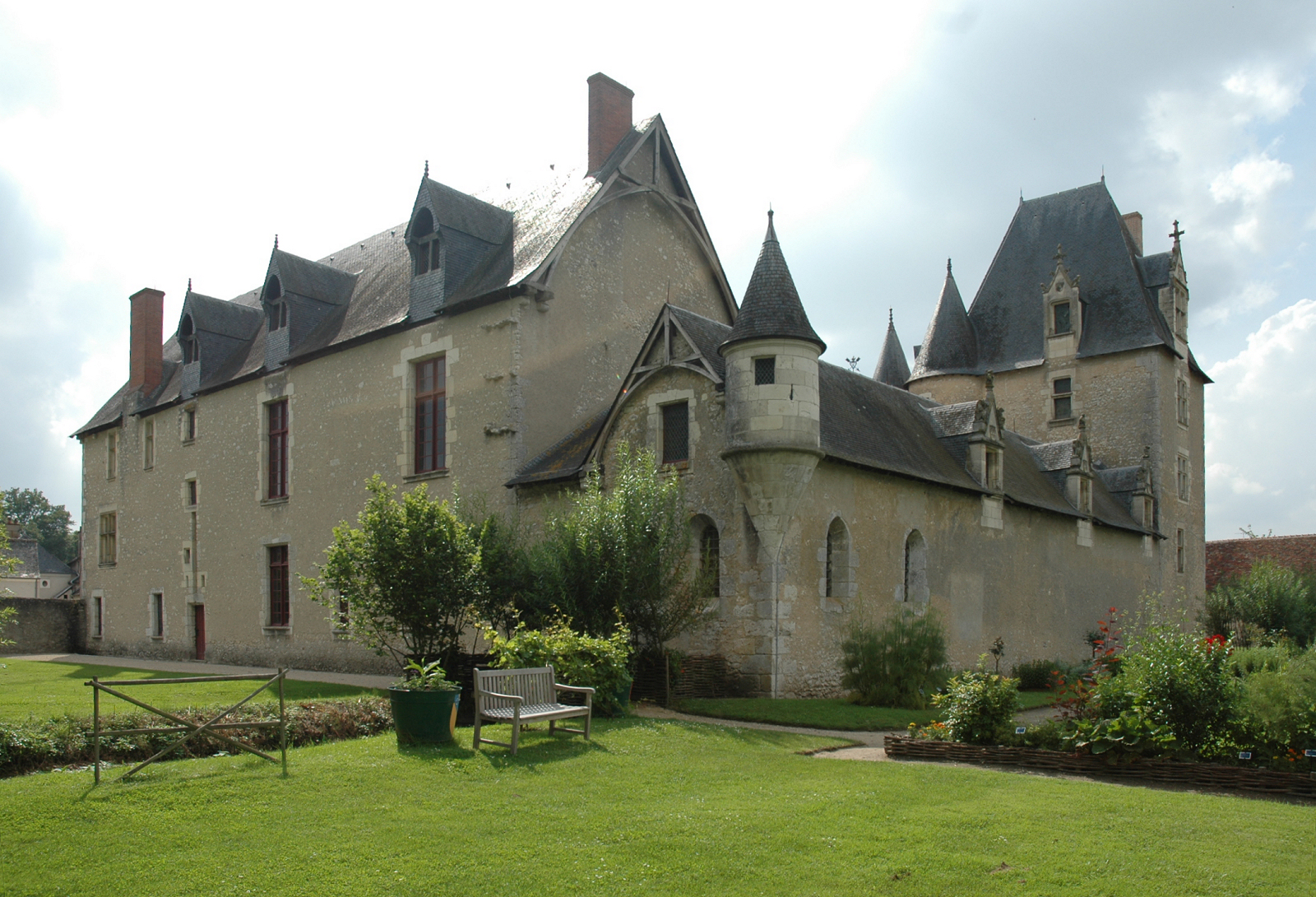
El castillo, lado oriental
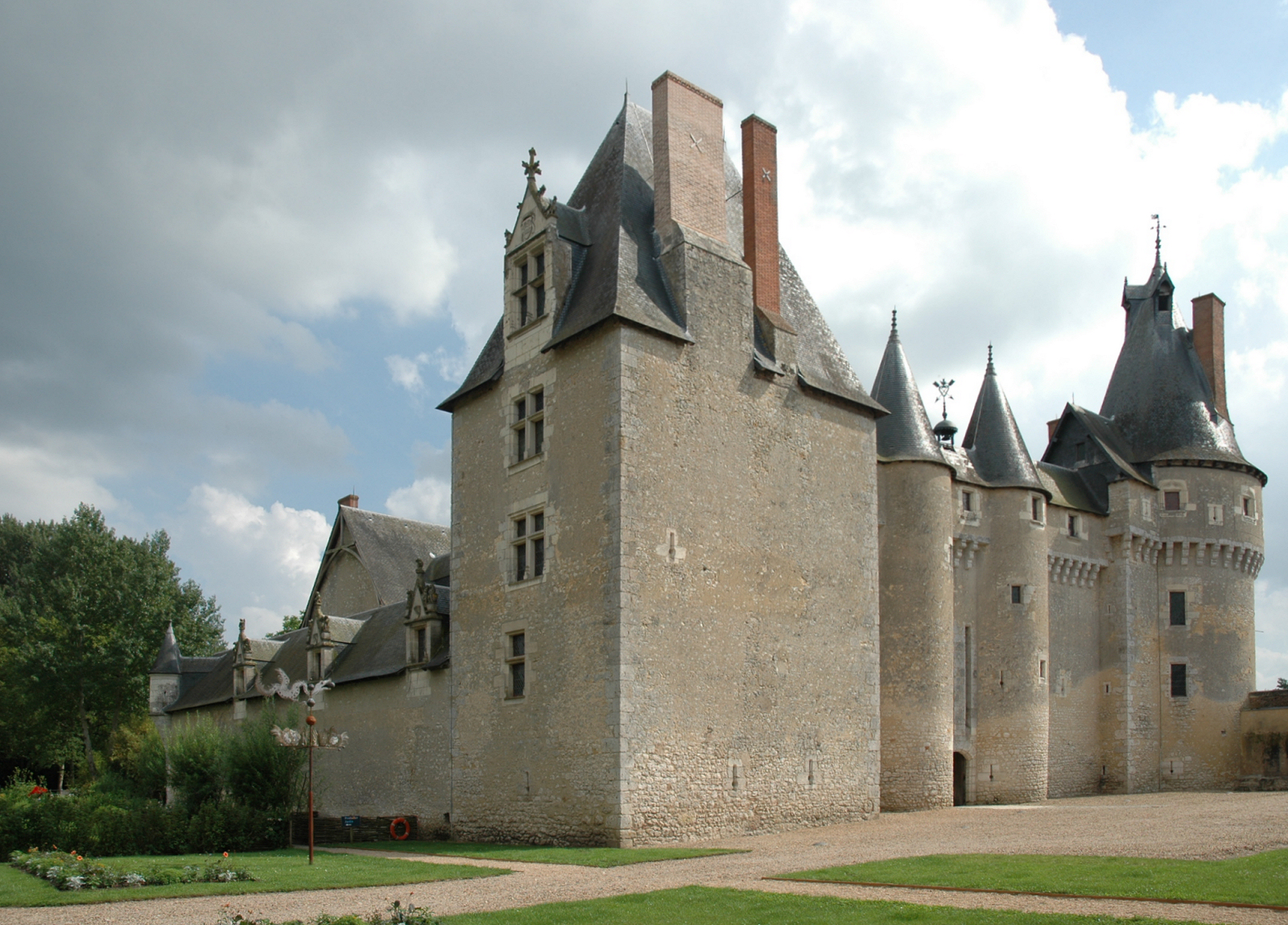
El castillo, lado septentrional
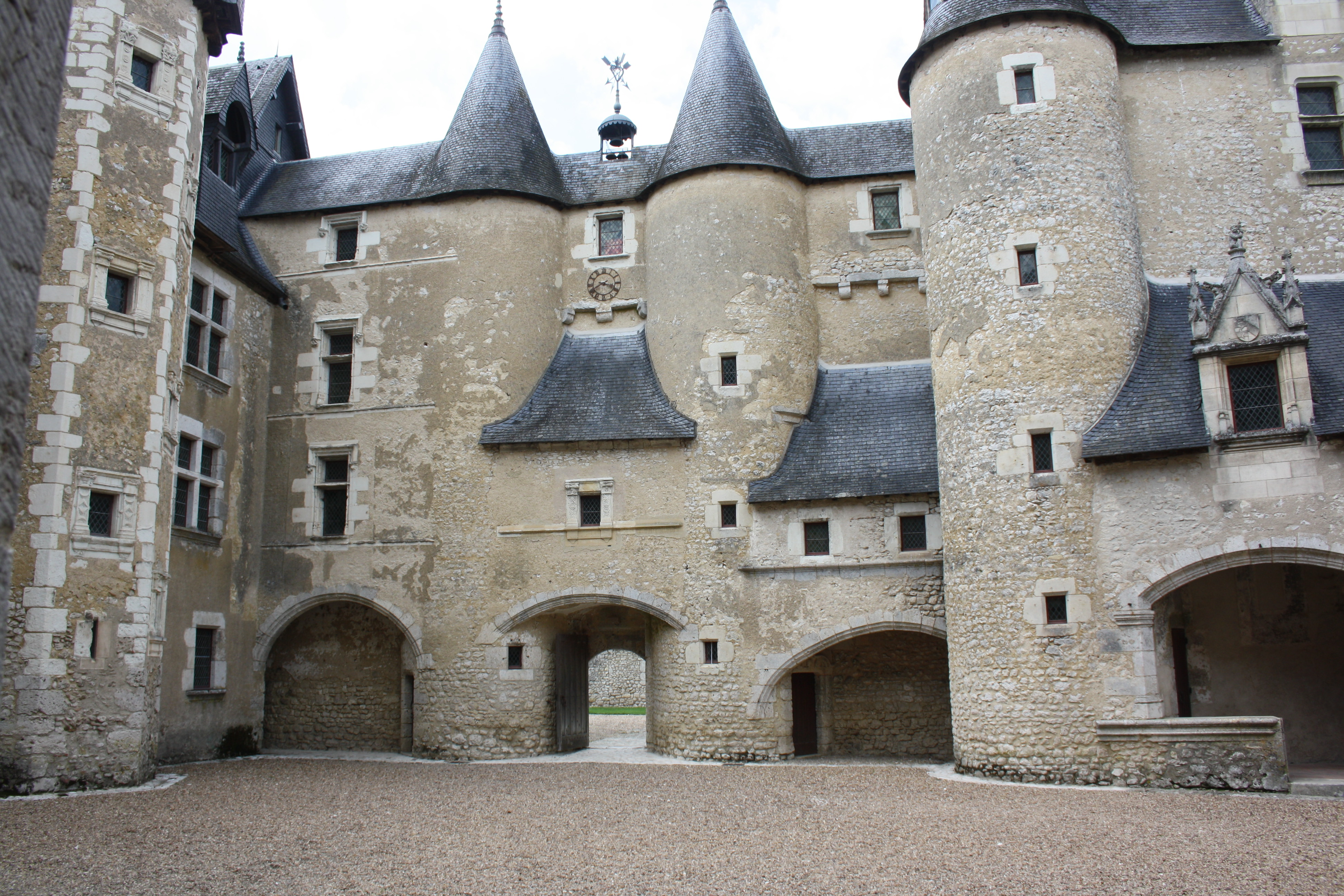
ängulo occidental del patio

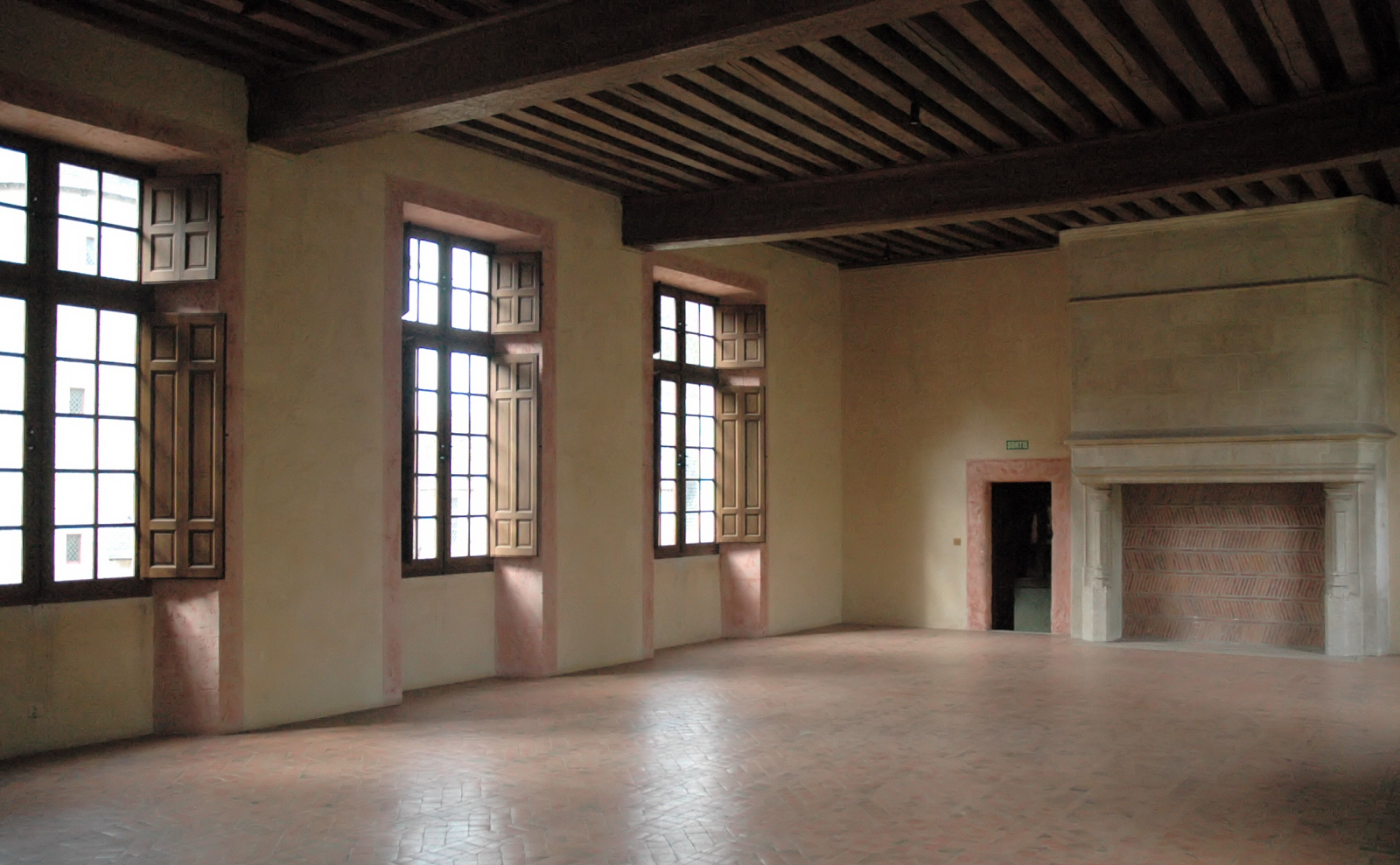
Sala del Consejo
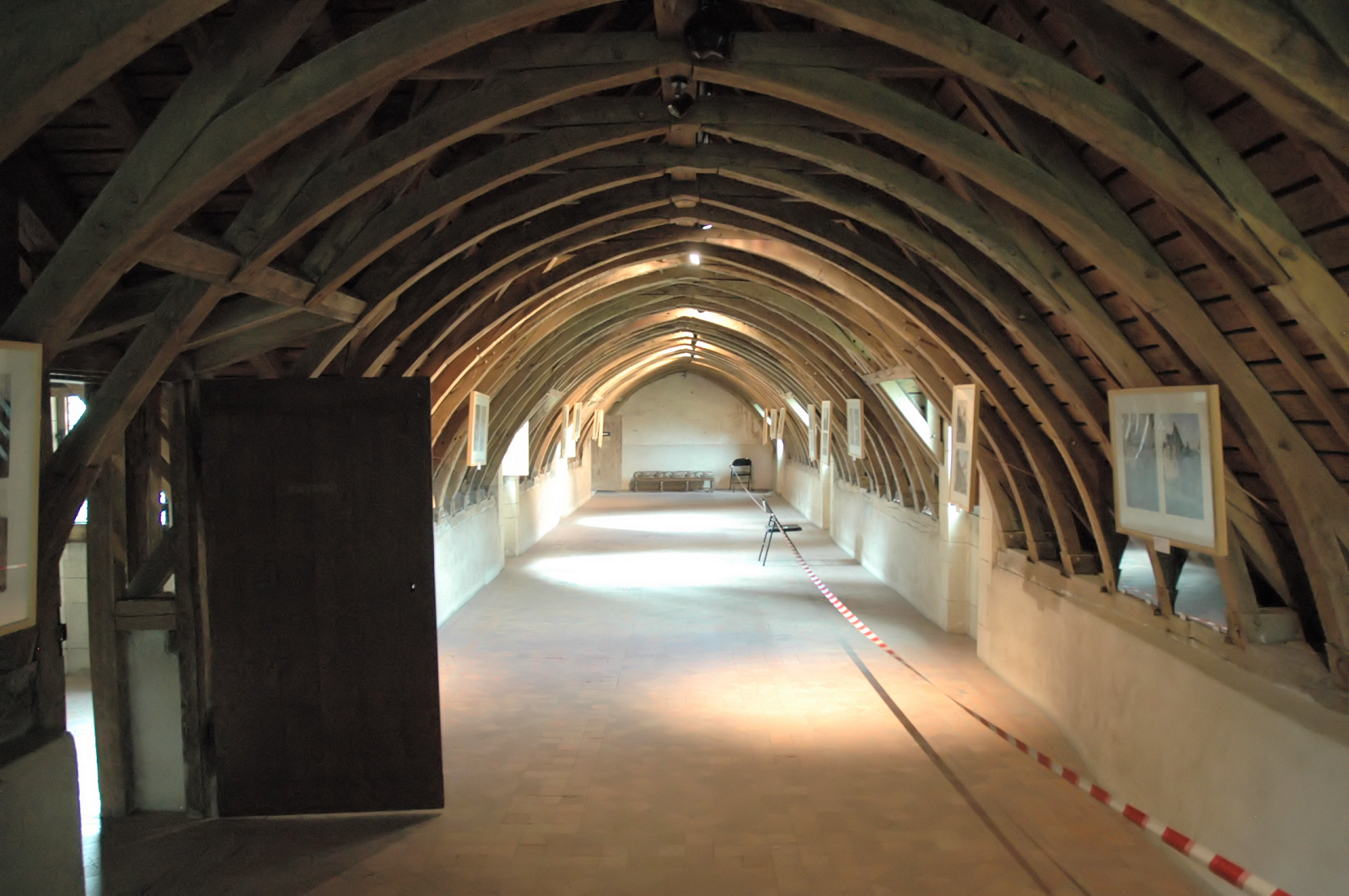
Cubierta de la galería
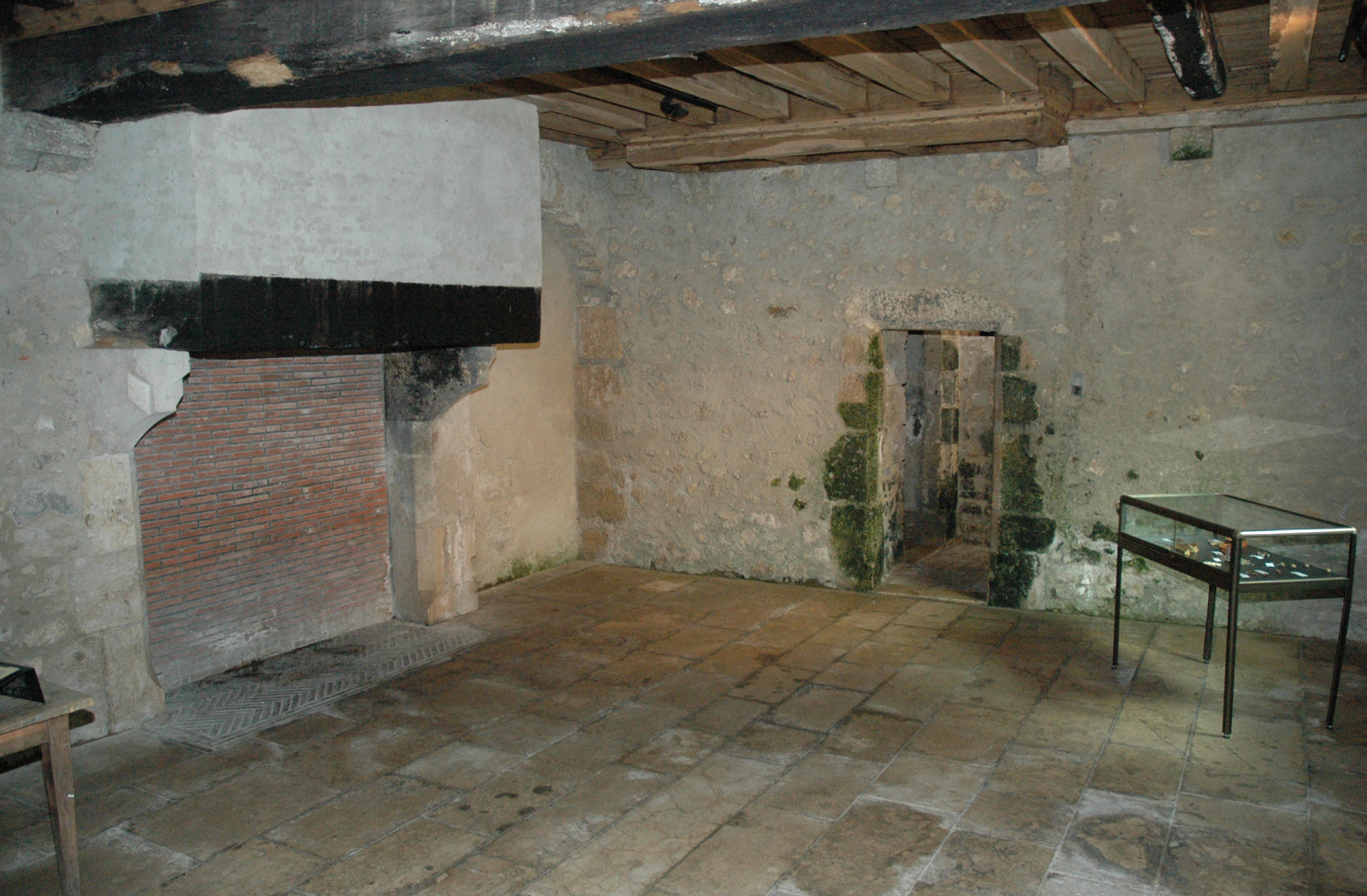
Antigua cocina
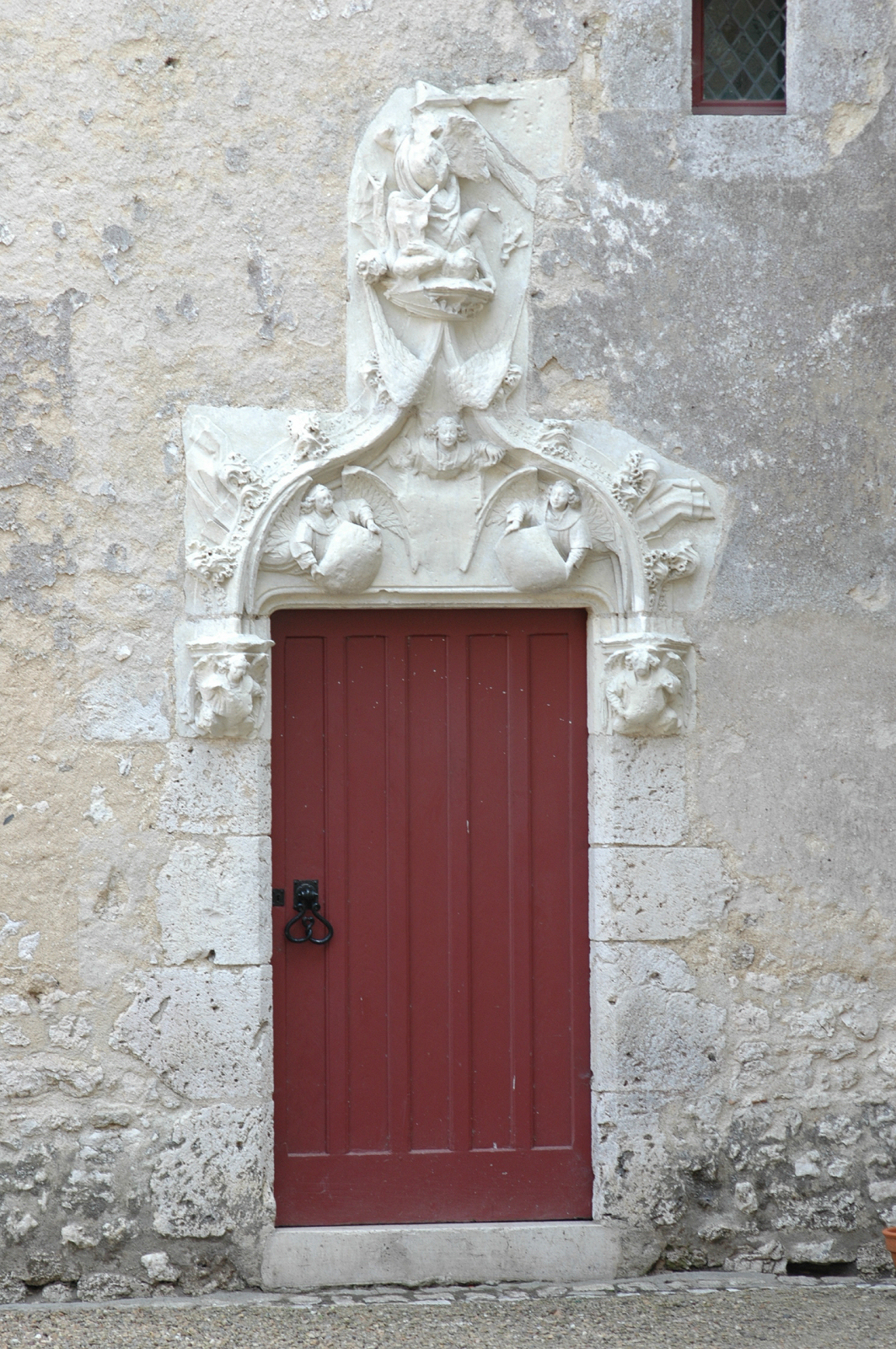
Detalle de puerta